# Daniel DeShaime
Daniel DeShaime (né Jean-Marie Deschênes) est un auteur-compositeur-interprète canadien né à Saint-Octave-de-l'Avenir (Québec) le 2 août 1946.

## Biographie
Daniel DeShaime est né à Saint-Octave-de-l'Avenir, village fondé en 1932 au pied des monts Chic-Chocs, en Gaspésie centrale, et fermé en 1971 par le gouvernement Bourassa dans le cadre d'un vaste programme de fermeture de villages éloignés et de réaménagement du territoire. Il est marié à France Saint-Pierre, ex-enseignante et professionnelle de l'administration. Ils ont un fils François, spécialiste de l'informatique[réf. nécessaire] et avec qui ils gèrent la société Ze Publisher.
Auteur-compositeur, il donnait déjà des concerts en Gaspésie, aux Iles-de-la-Madeleine et au Nouveau-Brunswick avant d'accompagner des artistes comme Édith Butler, Angèle Arsenault, Jacques Michel, etc.

### Années 1960
Dans son enfance, il était connu comme accordéoniste pour des veillées de danse à Saint-Octave ou des assemblées à la salle paroissiale de son village.
Après des études classiques au séminaire de Gaspé et des passages abrégés à l'école de musique de Vincent d'Indy et au Conservatoire de musique du Québec où on lui signifie qu'il est trop avancé pour tout recommencer, Daniel DeShaime parcourt la Gaspésie, les Iles-de-la-Madeleine et le Nouveau-Brunswick en tant qu'organiste, pianiste et accompagnateur chantant des poèmes qu'il mettait en musique ou encore les chansons d'autres chansonniers tels que Claude Léveillée.
Il se fait connaître sur l'Île-du-Prince-Édouard en devenant organiste à la salle de St-Ann, célèbre souper-homard du Père Galant et en participant à des émissions de radio et de télévision sur la chaîne francophone de Radio-Canada.
La fin des années soixante est le théâtre de plusieurs rencontres importantes. Danielle Oddera et Aimé Major qu'il accompagnera plusieurs mois sur le bateau-théâtre L'Escale, Raymond Breau, Calixte Duguay (qu'il accompagnera plus tard sur scène lorsque ce dernier gagne le Festival International de la chanson de Granby en tant qu'auteur-compositeur-interprète en 1974), Angèle Arsenault et Édith Butler avec qui il collaborera pendant plusieurs années.

### Années 1970
Au début des années 1970, il devient organiste au Menuet de Cap-Chat et au Manoir de Sainte-Anne-des-Monts. Il participe aussi à une tournée de poésie organisée par le Ministère des Affaires culturelles dans tout le Québec avec les auteurs Suzanne Paradis, Marie Laberge et Pierre Morency avec lesquels il écrira des chansons constituant, avec une suite de chansons sur des textes d’Émile Nelligan, la partie musicale de ces soirées de poésie.
Il participe en tant que pianiste et interprète aux tournées d'Édith Butler et d'Angèle Arsenault dans toutes les communautés francophones du Canada, en Europe et aux États-Unis et agit en tant que chef d'orchestre, auteur, compositeur, arrangeur pour plusieurs artistes acadiens comme Denis Losier, Donat Lacroix, Calixte Duguay et Raymond Breau et des artistes québécois tels que Jacques Michel, Julie Arel et Diane Juster, ou français tels qu'Isabelle Aubret et Gérard Entremont.
Il est un temps chef d'orchestre arrangeur attitré pour l'émission Chanson francophone de Radio-Canada à Moncton.
À la suite de la fermeture de son village natal Saint-Octave-de-l'Avenir en 1971, il compose la chanson Saint-Octave-de-l'Avenir qu'il chantera pour la première fois en public en 1976 au Festival de folklore se tenant sur le site du village fermé. Cette chanson et ce moment resteront déterminants tout au long de sa carrière.

### Années 1980
Après une année comme chef d'orchestre pour l'émission Les Coqueluches et une incursion dans le monde du théâtre comme compositeur et pianiste pour la pièce 18 Ans et plus de Jean Barbeau interprétée par Dorothée Berryman, Daniel DeShaime parcourt la province en 1982 comme pianiste pour la tournée québécoise de John Littleton en compagnie de George Angers et Claude Taillefer. En 1983, il écrit et sort son premier album C'est drôle comme la vie chez Trafic Music.
Il participe ensuite aux arrangements et à l'adaptation en français des textes anglais de Daniel Lavoie pour l'album Tension Attention. Il passera plusieurs mois avec ce dernier à sa réalisation en studio en compagnie de Jean-Jacques Bourdeau et ensuite John Eden. Son influence sur l'album et l'utilisation d'instruments peu communs à l'époque comme le lynn drum lui vaut une certaine réputation et des invitations entre autres en Angleterre qu'il refusera pour la plupart ne voulant pas se cantonner à un style de musique particulier.
À la suite du succès de Tension Attention, on le sollicite pour de nombreux projets en tant qu'auteur-compositeur, arrangeur ou réalisateur. En passant par Belgazou, Louise Forestier, Marie-Claire Séguin, Michel Lalonde, Gérard Entremont, Gaston Mandeville ou encore Marie Carmen.
Il compose également pour les films Anne Trister de Léa Pool et Un zoo la nuit de Jean-Claude Lauzon.
En 1984, il gagne avec Daniel Lavoie le Félix de Chanson de l'année pour Tension Attention.
Parallèlement, il donne des ateliers d'écriture et participe en tant que formateur et directeur artistique pour le Festival international de la chanson de Granby pendant plusieurs années.
En 1988, Daniel DeShaime sort son deuxième album Blanche Nuit comprenant la chanson Un peu d'innocence pour laquelle il gagnera le Félix d'auteur-compositeur de l'année.

### Années 1990
Dans les années 1990, Daniel DeShaime multiplie les collaborations avec des artistes comme Diane Dufresne, Mitsou, Mario Pelchat et Sylvie Bernard.
En 1991 sort son troisième album Histoires d'hommes contenant entre autres les chansons Je l'aime encore primée Chanson de l'année par la Socan (ref) et Et mon cœur en prend plein la gueule reprise plus tard par Isabelle Boulay. En 1992 et en 1993, il part en tournée à travers la province d'abord sous l'égide de l'organisation ROSEQ puis à titre de producteur.
Pour l'inauguration du nouveau Capitole de Québec en 1992, il compose la musique d'ouverture et la chanson thème.
En 1992, il est élu Vice-président de la SOCAN et continue les ateliers d'écriture dans le cadre des programmes de la SOCAN notamment à Toronto pour l'association des auteurs du Canada et aux Ateliers Fransask'Art, The Music Industry Weekend de Saskatoon.
Dans la même période, il prend la direction artistique des Rencontres de la chanson de Regina et donne des ateliers d'écriture et un concert aux rencontres de la chanson au Salon de Provence en France.
Pour son travail avec les artistes francophones venant de l'extérieur du Québec, on lui décerne le prix Cousins-Cousines pour la personnalité québécoise ayant le mieux compris les communautés francophones du Canada.

« Si j'ai été très fier de cette reconnaissance, je me suis toutefois demandé pourquoi il y avait un espace dédié au seul fait qu'une personnalité du Québec « comprenne les Francophones du Canada » alors que nous en étions tous et que la compréhension ou le plaisir de travailler ensemble me semblaient naturels. Il faut dire qu'étant Gaspésien, de Saint-Octave-de-l'Avenir, je me sentais peut-être un peu francophone hors Québec... »

— Daniel DeShaime 
Il donne aussi des concerts, des ateliers d'écriture et officie en tant que Porte-parole des Rencontres internationales de la chanson au Mont Orford et au Festival en chansons de Petite-Vallée.
C'est avec la chanson Les canards (nommée plus tard Il fallait pas) qu'Isabelle Boulay remporte la Truffe d'Or au Festival de Périgueux en 1993. Ils enregistrent en 1996 le premier album d'Isabelle Boulay (Fallait pas), une sélection de reprises (Un peu d'innocence, T'es en amour, Qu'ils s'envolent, Et mon cœur en prend plein la gueule, Il fallait pas) et de chansons inédites (La Vie devant toi, J'enrage, Sur le tapis vert, Pour demain, pour hier, Un monde à refaire).
Passionné d'informatique, il conçoit d'abord pour lui-même un logiciel permettant la gestion des droits d'auteurs. Il s'associe avec Daniel Lafrance qui l'introduit dans le monde de l'édition musicale en France et avec qui il crée la société Ze Publisher. Vers la fin de l'année 1996, il s'installe en France pour ne revenir que treize ans plus tard.

### Années 2000

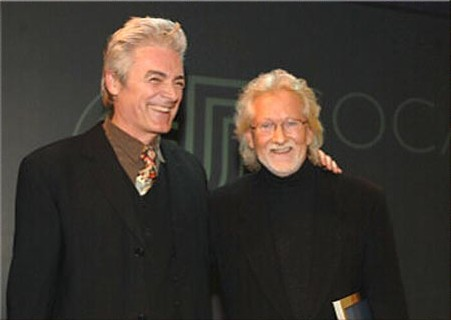
Daniel Lavoie et Daniel DeShaime

Daniel DeShaime assume la direction de la Société Ze Publisher à Paris tout en développant des outils pour les éditeurs de musique. Il agit comme Conseiller de la Chambre Syndicale des Éditeurs auprès de la SACEM et consultant dans le domaine de la gestion des droits d'auteur auprès de la SACEM, de la SOCAN ainsi que d'autres Sociétés d'Auteurs à travers le monde.
Il est récompensé en 2000 au gala de la SOCAN pour Un peu d'innocence et en 2006 pour Fouquet's et Roule ta boule avec Daniel Lavoie.
En 2006, à la demande du propriétaire du château du Rivau, il compose des variations sur un thème folklorique du répertoire français J'ai descendu dans mon jardin (Gentil Coquelicot). Les différents thèmes sont diffusés le long du parcours de la visite des jardins du château.
En 2008, de passage au Québec, Daniel DeShaime donne son premier concert depuis 15 ans dans l'église de Saint-Octave-de-l'Avenir à l'occasion d'un grand rassemblement d'anciens du village. À la fin du concert, les gestionnaires du village et les habitants lui remettent une plaque et donne son nom à la grande salle de l'église. Cette occasion lui donne le goût de revenir au pays et il s'installe en Gaspésie définitivement en 2009.
En 2009, il entreprend en compagnie de l'auteur Georges Guy et de Réjean Bernier l'écriture du livre St-Octave-de-l'Avenir, 1932-1971... dédié à la mémoire des habitants du village.

### Années 2010
En 2010, il donne un concert à Sainte-Anne-des-Monts et publie le livre St-Octave-de-l'Avenir, 1932-1971... à titre de coauteur et éditeur. Il annonce aussi la création de la Fondation du Patrimoine de Saint-Octave-de-l'Avenir qui aura pour but de chapeauter des projets futurs à Saint-Octave-de-l'Avenir tout en préservant la nature patrimoniale du territoire.
Il crée aussi les Chœurs de Haute-Gaspésie composés de gens de la région, groupe qu'il destine à des projets précis.
À l'été 2012, il donne un concert lors du quatre-vingtième anniversaire de la fondation du village de Saint-Octave-de-l'Avenir. Événement auquel Édith Butler participe en tant qu'invitée.
Pour la Fête des bois flottés de Sainte-Anne-des-Monts dont le thème de l'édition 2012 est Lisette, fais-moi un bouquet, une chanson du Romancero canadien, il compose un arrangement et présente la chanson à l'ouverture du festival.
En décembre 2012, il donne un concert dans l'église de Cap-Chat intitulé Daniel DeShaime et les Chœurs de Haute-Gaspésie chantent Noël comprenant des chants traditionnels de Noël avec de nouveaux arrangements et des chansons inédites. Concert qu'il reprendra en décembre 2014 sous le titre Les Noëls de mon enfance à Rimouski, Val-Brillant et Cap-Chat accompagné de voix de Haute-Gaspésie et de la vallée de la Matapédia. Lucie Gendron et Claud Michaud participent aux concerts en tant qu'invités spéciaux.
La société à but non lucratif Village Grande-Nature responsable du village se met en faillite et avec un associé, il entreprend des démarches pour racheter le village mais le projet n'aboutit pas. Le village sera toutefois repris par Gérald Pelletier.
Il participe comme conférencier invité lors de l'assemblée annuelle du Conseil de la Culture de la Gaspésie ainsi qu'au Salon du Livre de Sayabec en 2013.
Il produit la chanson Le 31 de Février sur un texte de Sylvain Rivière et une musique de Lawrence Lepage en hommage à ce dernier décédé en décembre 2012,.
En 2013, à la demande de Calixte Duguay préparant une nouvelle compilation de ses chansons, il compose des arrangements à l'opposé du style habituel du chanteur acadien que ce dernier utilisa tels quels sur son album (la musique pour Pierre à Jean-Louis, la musique et l'interprétation pour Les Aboiteaux).
En 2014, à l'occasion du 125e anniversaire de la fondation de Val-Brillant, il compose la chanson Une fleur dans la vallée dont le titre deviendra la devise du village.
En 2015, il auto-produit deux albums à tirage limité. Le premier, St-Octave 2015 - Ailleurs c'est trop loin d'ici comprend quelques reprises (Le Monde Meilleur, Réveille-toi, Sérénité), divers instrumentaux et des chansons originales dont la chanson titre Ailleurs c'est trop loin d'ici dont le texte est écrit par l'auteur Georges Guy. Il inclut aussi une archive rare, la chanson St-Octave-de-l'Avenir enregistrée lors de sa création au même endroit lors du Festival de Folklore en 1977. Cet album a été présenté à l'occasion d'une rencontre à Saint-Octave-de-l'Avenir le 25 juillet où un hommage lui est rendu.
Le deuxième, En attendant Noël, annoncé en Décembre 2015 comprend quatre chansons et musiques originales (Les Noëls de mon enfance, Chanter, Ame de violon, TIME - Le cours du temps) et des arrangements de différents chants traditionnels (Adeste Fideles, Trois anges, La Nuit de Rameau).
En décembre 2018, Daniel DeShaime ressort ses albums Blanche Nuit (1988) et Histoires d'Hommes (1991) sur les plateformes de musique en ligne. Le premier n'était plus disponible sur le marché depuis près de 25 ans, le deuxième depuis près de 20 ans.
En juillet 2019, après un travail de restauration, c'est au tour de l'album C'est Drôle Comme La Vie (1983) d'être distribué sur les plateformes de musique en ligne 38 ans après sa parution. À l'époque, cet album n'avait été distribué qu'à quelques milliers d'exemplaires. Il contient notamment les chansons originales Et mon coeur en prend plein la gueule et T'es en amour reprises par Isabelle Boulay en 1996.

## Discographie

### Participations
En tant qu'auteur/compositeur/arrangeur/adaptateur/réalisateur.
- 1973 : Édith Butler - Avant d'être dépaysée (Au bout des chansons, Avant d'être dépaysée, Et puis je t'aime, Les Berceaux, Nos hommes ont mis la voile, Sail à majeur)
- 1974 : Édith Butler - L'Acadie s'marie (L'Acadie s'marie, Mais je m'en vais demain, Mon ami, Rêve, Tous nos hommes, Tu n'as pas besoin)
- 1976 : Édith Butler - Je vous aime, ma vie recommence (Comme des juifs errants, Dans l'île, Je m'avance au devant de toi, Tu regardes la mer)
- 1977 : Denise Guénette - Chu née ici pis j'reste ici (La vie des fois)
- 1977 : Jacques Michel - Le Temps d'Aimer (Le Temps d'Aimer)
- 1978 : Édith Butler - L'espoir (J'étions fille du vent et d'Acadie)
- 1978 : Denis Losier - Dans Un Coin d'Escalier (Communiquer)
- 1978 : Jacques Michel - Le Cœur Plus Chaud (Cumulus, J'ai le cœur plus chaud, Le temps du Charleston, Papa)
- 1978 : Julie Arel - Avec Toi Mon Amour (Avec toi mon amour, Mon soleil à moi, Nous ton père et moi, Qui a peur du mal d'amour, Si toi tu m'aimes, Ton amour fou)
- 1979 : Édith Butler - Asteur Qu'On est Là (L'Arcadie qu'est-ce que c'est)
- 1980 : Ginette Ravel - La Vérité (La plupart du temps)
- 1982 : Belgazou - Belgazou (Climatisé)
- 1983 : Daniel Lavoie - Tension Attention (Fouquet's, Hôtel des rêves, Ils s'aiment, Le métro n'attend pas, Photo Mystère, Qui va là, Ravi de te revoir, Roule ta boule, Tension Attention)
- 1984 : Belgazou - Fly (Accélérateur, Can't Imagine, Je suis d'ailleurs, La vie faut que ça sonne, Petite fille)
- 1987 : Louise Forestier - La Passion Selon Louise (Clichés, Il m'appelle je t'aime, Il pleut, La mer des tendresses, Métropolis, Valise oubliée)
- 1987 : Marie-Claire Séguin - MINUIT 1/4 (Avec Chopin)
- 1988 : Michel Lalonde - Délit de Suite (Arrêt Stop, Le clochard)
- 1989 : Marie Carmen - Dans La Peau (Faut pas que j'panique)
- 1989 : Gérard Entremont - Détournement de Rêveur (Ailleurs c'est pas mieux, La dame du Delta, Quelque chose comme du bonheur)
- 1989 : Gaston Mandeville - Où Sont Passés les Vrais Rebelles (16 ans, Bizness Blues, Gens stupides vs Amour, L'homme de la maison, le rêve américain, Mama, Où sont passés les vrais rebels, Pluie d'été, Ran dam dans le trafic)
- 1990 : Sylvie Bernard - Marcher Sur Du Verre (Qu'ils s'envolent)
- 1990 : Nathalie Simard - Au Maximum (Pas touche à mon cœur)
- 1990 : Mitsou - Terre Des Hommes (Lettre à un cowboy)
- 1991 : Danielle Oddera - Passion Tendresse (Photos de voyage)
- 1991 : Joe Bocan - Les Désordres (Comme une enfant, Déserteur)
- 1993 : Diane Dufresne - Détournement Majeur (J'écris c'qui m'chante)
- 1996 : Isabelle Boulay - Fallait Pas (Et mon cœur en prend plein la gueule, Il fallait pas, J'enrage, La vie devant toi, Pour demain pour hier, Qu'ils s'envolent, Sur le tapis vert, T'es en amour, Tu n'as pas besoin, Un monde à refaire, Un peu d'innocence)
- 2014 : Calixte Duguay - Orchidée d'Acadie (Pierre à Jean-Louis - Arrangement, Les Aboiteaux - Arrangement et interprétation)

D'autres reprendront certaines chansons tels que :
- 2007 : Isabelle Boulay - De Retour A La Source  (Un monde à refaire)
- 2009 : Donald Lautrec - A Jamais (Un peu d'innocence)
- 2011 : Michel Lalonde - L'Amour Fou (Quand le sommeil)
- 2014 : Miracles - Motels (Un peu d'innocence)

## Films
- 1986 : Anne Trister - Film de Léa Pool (Compositeur)
- 1987 : Un zoo la nuit - Film de Jean-Claude Lauzon (Lost in a hurricane - Compositeur)

## Comédie Musicale
- 2002 : Un Rendez-vous dans l'irréel (Le monde meilleur, Prisons Dorées, Cinéma Clip - Auteur)

## Théâtre
- 1967 : Compositeur de la musique de Pygmalion (Mise en scène de Paul Hébert) pour le Théâtre du Trident à Québec
- 1981 : Compositeur de la Comédie musicale « Dix-huit ans et plus » (Livret Jean Barbeau) avec Dorothée Berryman

## Télévision
- 1981 : Chef d'orchestre de l'émission « Les Coqueluches » à Radio-Canada
- 1988 : Laser 33-45 animé par René Simard (Chanson d'introduction : Musique Magique)

## Livres
- 2010 : St-Octave-de-l'Avenir, 1932-1971... (à titre de Co-auteur et Éditeur)
- 2012 : Vive la Haute-Gaspésie libre - Georges Guy (Préface)

## Honneurs et distinctions

### Gala de l'ADISQ

#### artistique
| Année | Catégorie                     | Pour                                    | Résultat |
| ----- | ----------------------------- | --------------------------------------- | -------- |
| 1984  | chanson de l'année            | Tension Attention (avec Daniel Lavoie)  | lauréat  |
| 1988, | auteur-compositeur de l'année | Daniel DeShaime pour Un peu d'innocence | lauréat  |

#### industriel
| Année | Catégorie                        | Pour                                                                   | Résultat   |
| ----- | -------------------------------- | ---------------------------------------------------------------------- | ---------- |
| 1984  | arrangeur de l'année             | Daniel DeShaime pour Fly de Belgazou                                   | nomination |
| 1984  | arrangeur de l'année             | Daniel DeShaime pour Ravi de te revoir de Daniel Lavoie                | nomination |
| 1987  | arrangeur de l'année             | Daniel DeShaime pour L'Île de Marie-Claire Séguin                      | nomination |
| 1988  | arrangeur de l'année             | Daniel DeShaime pour Blanche Nuit de Daniel DeShaime                   | nomination |
| 1988  | réalisateur de disque de l'année | Jean Corriveau et Daniel DeShaime pour Blanche Nuit de Daniel DeShaime | nomination |

### Prix Génie
| Année | Catégorie                   | Pour                                                                           | Résultat |
| ----- | --------------------------- | ------------------------------------------------------------------------------ | -------- |
| 1987  | meilleure chanson originale | Lost in a hurricane (avec Jean-Pierre Bonin, Jean Corriveau et Robert Stanley) | lauréat  |

### Autres prix
- 1993 : Prix Socan - Chanson la plus jouée à la radio - Je l'aime encore [14]
- 1996 : Classiques de la Socan - Ils s'aiment
- 1996 : Classiques de la Socan - Tension Attention
- 1998 : Prix Socan - Chanson la plus jouée à la radio - Et mon cœur en prend plein la gueule
- 2000 : Classiques de la Socan - Un peu d'innocence
- 2006 : Classiques de la Socan - Fouquet's
- 2006 : Classiques de la Socan - Roule ta boule
- Prix Cousins-Cousines pour la personnalité québécoise ayant le mieux compris les communautés francophones du Canada
- Salle Daniel DeShaime - Église de St-Octave-de-l'Avenir

## Autres
- Directeur artistique du stage des finalistes et du concert de la finale du "Festival de la chanson de Granby", pendant cinq années consécutives.
- Vice-président de la Société d'auteurs du Canada (Socan)
- Ateliers Fransask'Art, The Music Industry Weekend de Saskatoon avec des artistes du Canada et de Nashville USA
- Atelier d'écriture à Toronto pour l'association des auteurs du Canada.
- Direction artistique des Rencontres de la chanson de Régina.
- Porte parole des Rencontres Internationales de la Chanson au Mont Orford. Ateliers d'écriture et concert de clôture
- Porte parole, Ateliers d'écriture, Concert au Festival en Chansons de Petite Vallée. (1996)
- Ateliers d'écriture et concert aux rencontres de la chanson à Salon de Provence (France)
- Création de la Société Ze Publisher ! Inc.
- Conseiller de la Chambre Syndicale des Éditeurs à Paris auprès de la SACEM (Société d'auteurs de France)